# Štefan Nadzam
Štefan Nadzam (18. ledna 1940 Budkovce – 26. července 1995 Michalovce) byl slovenský fotbalista a trenér.

## Hráčská kariéra
S fotbalem začínal v rodných Budkovcích. Jako středoškolák hrál 1. dorosteneckou ligu za Strojár SPŠ Zvolen, tamtéž začal poprvé nastupovat za A-mužstvo. Během vojny nastupoval za Duklu Šumperk a Duklu Olomouc, poté působil sedm let v TŽ Třinec. Za Třinec nastupoval i v československé lize při jeho první účasti mezi elitou v sezoně 1963/64. V I. lize hrál převážně na pozici obránce. V roce 1967 se vrátil na Slovensko do Michalovců, kde o čtyři roky později ukončil hráčskou kariéru. Nastupoval jako obránce nebo záložník, měl přezdívku „Pišta“.

### Prvoligová bilance
| Ročník             | Zápasy | Góly | Minuty | Klub         |
| ------------------ | ------ | ---- | ------ | ------------ |
| I. liga 1963/64    | 19     | 0    | 1 710  | TJ TŽ Třinec |
| CELKEM I. ČS. LIGA | 19     | 0    | 1 710  |              |

## Trenérská kariéra
Po ukončení své hráčské kariéry působil jako trenér ve Snině (1971–1973), Michalovcích (1973–1977), Veľkých Kapušanech (1978–1981), opět Michalovcích (1981–1987) a Trebišově (1987–1989). První ligu trénoval v Tatranu Prešov (1989–1993) a Hradci Králové (1993–1994), kde dal první ligovou šanci i Vratislavu Lokvencovi. Na začátku roku 1995 se vrátil do prešovského Tatranu, nemoc mu však již neumožňovala pracovat naplno a zanedlouho zemřel.
V sezoně 1991/92 získal s Tatranem Prešov Slovenský fotbalový pohár po vítězství 2:0 nad Lokomotívou Košice (hráno 13. května 1992 v Dolném Kubíně), v celostátním finále prohrál se Spartou Praha 1:2 (hráno 7. června 1992 v Trebišově).